# 褶正形贝科
褶正形贝科（学名：Plectorthidae）是正形贝目下的一个科。

## 下属分类
本科包括以下属：